# Hathalmy Lázár

Dalkai Hathalmy Lázár (fl. 1480-1534), veszprémi alispán címere (1517)

Dalkai Hathalmy Lázár (fl. 1480–1534), Veszprém vármegye alispánja, a veszprémi vár várnagya, földbirtokos.

## Élete
Az ősrégi Veszprém vármegyei nemesi származású dalkai Hathalmy családnak a sarja. Apja dalkai Hathalmy László (fl. 1447–1478), földbirtokos, anyja Hettyey Márta (fl. 1480). Hathalmy Lászlóné Hettyey Márta apja Hettyei István (fl. 1451–1476), földbirtokos, aki 1467-ben újabb földbirtokadományt szerzett I. Mátyás magyar királytól Hetyére. Hettyei István apja Hettyei Leusták, földbirtokos, aki apjával Hettyei Péter földbirtokossal együtt 1415. október 20-án címeradományban részesült I. Ferdinánd aragóniai királytól Perpignanban, amikor Zsigmond magyar király kíséretének a tagja volt. Az apai nagyszülei dalkai Hathalmy László (fl. 1410–1437), földbirtokos és csépi Csépi Anna (fl. 1425) voltak. Az apai nagyapai dédszülei dalkai Hathalmy György (fl. 1378–1385), földbirtokos és bősi Ördögh Margit (fl. 1385–1421) voltak.
1513-ban Hathalmy Lázár a veszprémi püspökségi csapatainak parancsnoka (armiductor exercitus) volt. 1517. november 5-én II. Lajos magyar királytól szerzett címeres nemeslevelet valamint pallosjogot is. 1519-ben Veszprém vármegye alispánja. 1518 júliusa és 1520 augusztusa között veszprémi alispán, 1518. október 30-tól 1520. szeptember 20-ig pedig veszprémi várnagy volt. 1520-ban devecseri Choron András sümegi várnagy Beriszló Péter veszprémi püspök familiárisaként vitt nagyobb összegű pénzt Hathalmi Lázárnak, a püspök Délvidéken a török ellen harcoló seregének kapitányához. A mohácsi csatában ottmaradt a veszprémi püspökség 200 főnyi, Hathalmy Lázár veszprémi várnagy által vezetett bandériuma.
Lázárról utolsó adatunk az, hogy 1534-ben a maga és fiai: György, István, Péter és László nevében eltiltotta Ispán Andrást Kajánd praedium elidegenítésétől.

## Leszármazottjai
Felesége neve ismeretlen. Hathalmy Lázár gyermekei között:
- dalkai Hathalmy György (fl. 1534–1567), semptei várnagy, földbirtokos. 1.f. savolyi Jósa Erzsébet. 2.f.: némai Kolos Erzsébet (fl. 1580). Hathalmy György és Kolos Erzsébet lánya: Hathalmy Zsófia (fl. 1563), akinek az első férje Thury György (fl. 1519–1571) végvári vitéz, várkapitány, Bars vármegye főispánja; Hathalmy Zsófiának a második férje lengyeltóti Lengyel István (fl. 1567–1581), szigligeti várkapitány, földbirtokos.
- dalkai Hathalmy István (fl. 1534)
- dalkai Hathalmy Péter (fl. 1534)
- dalkai Hathalmy László (fl. 1534)